# Philadelphus californicus
Philadelphus californicus är en hortensiaväxtart som beskrevs av George Bentham. Philadelphus californicus ingår i släktet schersminer, och familjen hortensiaväxter. Inga underarter finns listade i Catalogue of Life.